# Johan Falk: Ur askan i elden
Johan Falk: Ur askan i elden, es una película de acción estrenada el 18 de junio de 2015 dirigida por Richard Holm. La película es la decimosexta entrega de la franquicia y forma parte de las películas de Johan Falk.

## Sinopsis
Tres años más tarde después de los hechos en Kodnamn: Lisa donde Johan mata al jefe de la mafia Andrei Dudajev para salvar a Frank, Falk se encuentra en espera de saber si el tribunal de apelación abrirá un juicio en su contra por haberle disparado a Dudajev cuando no estaba armado, finalmente el abogado le dice a Johan que el tribunal a fallado a su favor y que sus acciones fueron justificadas.
Poco después un equipo de criminales de la mafia de Letonia descubre un cargamento de balas que son capaces de perforar los chalecos de la policía en las profundidades de un pozo y deciden venderlas en Suecia.
Mientras tanto en la estación de la policía, los de inteligencia les avisan que varios miembros originales de la "Rydellgang", entre ellos Jack (quien fue el segundo al mando de Seth), Crille Bjorkman, Bamse, Dennis y Rooney han sido liberados; por lo que Sophie envía a Vidar a vigilarlos. Jack, Bjorkman, Bamse y Rooney intentan matar a Seth explotando su coche, pero Jack le avisa a Bjorkman que detengan el golpe cuando se da cuenta de que Lunna, la hija de Seth está en el coche, Bjorkman no le hace caso y detonan la bomba, pero Seth logra salir antes del coche, Jack se enfurece y confronta a Bjorkman por haber desobedecido.
Cuando la viuda de Dudajev, Larissa Dudajeva va a la estación de policía buscando a Johan, le dice que los rusos la están vigilando y la amenazan con lastimar a sus hijos si no consigue las pertenencias de Andrei. Johan decide ayudarla y viajan a Kemeri, Letonia para descubrir la información que su esposo tenía, cuando Larissa finalmente le revela que Andrei tenía información sobre el equipo del GSI, pronto Johan descubre que los criminales responsables de dispararle a Sophie y de amenazar a la familia de Frank, los habían encontrado ya que tenían identificaciones policiales, lo que alerta a Johan y Sophie. Cuando llegan a la casa de campo del hermano de Larissa a las afueras de Riga son atacados, Larissa y su hermano son asesinados y los rusos golpean a Johan, arman una escena y agregan su ADN para que parezca que él había asesinado a Larissa. Cuando Johan intenta llamar a la policía se le acerca una mujer a la que conocen como "La Rusa", quien lo obliga a trabajar con ella o le avisará a la policía sobre la muerte de Larissa, por lo que Johan acepta llevar un cargamento de armas a Suecia. Antes de iniciar el viaje, Johan logra contactarse con Sophie y le cuenta lo sucedido.
Cuando Sophie se entera del atentado en contra de la vida de Seth, le llama para saber cómo está, Seth va a visitarla y le pide que le diga todo lo que sabe sobre quién o quiénes estuvieron involucrados en lo sucedido, pero Sophie le dice que sólo investigará si él le dice el nombre y todo lo que hacen los nuevos integrantes de su grupo, poco después Dennis es arrestado por drogas. Sophie comienza a investigar sobre la bomba y descubre que un hombre había comprado varios elementos deportivos que contenían el nitrato de amonio utilizado en la bomba, cuando Seth la visita Sophie le cuenta todo, cuando Seth ve la dirección se da cuenta de que le pertenece a la mafia paquistaní, cuando confronta a Ali Mahmoud Hansson le dice que Vijay Khan, el hombre que mando matarlo y quien se encuentra en la cárcel sirviendo 10 años, ahora deberá pagarle. Cuando Vijay se entera de que el atentado contra Seth fallo, le llama a Jack para amenazarlo. Cuando Jack y sus hombres se dan cuenta de que Seth descubrió que Ali y Vijay estaban involucrados, comienzan a temer que descubra que ellos también formaron parte del complot.
Sophie le pide a Seth que la ayude a salvar a Johan, interceptando el camión para hacerles creer a los letones que han sido robados por Edgars, un hombre dentro de su organización y él acepta. Seth le dice a su equipo que se ha enterado de una transacción de armas y junto a su equipo los atacan, durante el asalto Jack le dispara en la cabeza a Seth y Johan lo ve. Después de que huyen Johan ayuda a Seth y ve que la bala sólo había rosado su cabeza y le dice que Jack había sido el responsable.
Por otro lado Vidar comienza a investigar a la empresa que la GSI creía responsable de haber sufrido la filtración de las identidades policíacas de Sophie y Johan años atrás, sin embargo descubre que la fuga no había provenido de ahí, finalmente cuando Sophie ve que su apellido estaba mal escrito en la identificación y se dan cuenta de que la filtración había ocurrido mientras se encontraba en la estación de policía de Skånegatan, Estocolmo ya que las identificaciones policíacas eran fotos de las reales, lo que significaba que el responsable había sido un oficial de la policía corrupto.
Por otro lado el equipo también descubre que la policía Letona tenía oficiales corruptos, entre ellos Uldis Grislis, quien había formado parte del envío de armas. El equipo le hace creer a la mafia letona que Edgars los había engañado, Uldis lo mata disparándole varias veces mientras que deja ir a Johan.

## Personajes

### Personajes principales
| Actor             | Personaje        | Ocupación                                                           | Notas                          |
| ----------------- | ---------------- | ------------------------------------------------------------------- | ------------------------------ |
| Jakob Eklund      | Johan Falk       | Oficial de la Unidad GSI                                            | -                              |
| Jens Hultén       | Seth Rydell      | Gánster / Informante                                                | -                              |
| Meliz Karlge      | Sophie Nordh     | Jefa y Oficial de la Unidad GSI                                     | -                              |
| Björn Bengtsson   | Jack             | Gánster / Criminal                                                  | -                              |
| Mårten Svedberg   | Vidar Pettersson | Oficial de la Unidad GSI                                            | -                              |
| Mikael Tornving   | Patrik Agrell    | Oficial de la Unidad GSI                                            | -                              |
| Zeljko Santrac    | Matte            | Oficial de la Unidad GSI                                            | -                              |
| Daniel Larsson    | Crille Björkman  | Criminal / Miembro de la Banda de Jack                              | -                              |
| Juris Zagars      | Edgars           | Líder de la Organización Criminal Letona                            | asesinado a disparos por Uldis |
| Lauris Subatnieks | Uldis Grislis    | Criminal de la Mafia / Comisionado de Homicidios de Riga (corrupto) | -                              |

### Personajes secundarios
| Actor                   | Personaje                  | Ocupación                                        | Notas                                                   |
| ----------------------- | -------------------------- | ------------------------------------------------ | ------------------------------------------------------- |
| Christian Brandin       | Conny Lloyd                | Gánster / Miembro de la Banda de Seth            | -                                                       |
| Micke Spreitz           | Danne                      | Gánster / Miembro de la Banda de Seth            | -                                                       |
| Anders Gustavsson       | Victor Eriksen             | Gánster / Miembro de la Banda de Seth            | -                                                       |
| Malgorzata Pieczynska   | "La Rusa"                  | Criminal / Miembro de la Mafia                   | -                                                       |
| Bill Tangradi           | Dzintars                   | Criminal / Miembro de la Mafia de Letonia        | -                                                       |
| Johan Sörbom            | Lukacs                     | Criminal de la Mafia Letona                      | murió durante un enfrentamiento con los hombres de Seth |
| Ulf Stenberg            | Bamse                      | Criminal / Miembro de la Banda de Jack           | -                                                       |
| Jack Beijer Körlof      | Rooney Mattson             | Criminal / Miembro de la Banda de Jack           | -                                                       |
| Sammy Zabel             | Dennis Gustavsson          | Criminal / Miembro de la Banda de Seth           | -                                                       |
| André Sjöberg           | Dick Jörgensen             | Oficial de Delitos Graves                        | -                                                       |
| Fredrik Dolk            | Peter Kroon                | Detective Inspector de la Unidad GSI             | -                                                       |
| Marie Richardson        | Helén Andersson-Falk       | Esposa de Johan                                  | -                                                       |
| Claes Hartelius         | Sven-Inge Johansson        | Oficial de Enlace de la Policía Nacional en Riga | -                                                       |
| Alexander Lang          | Vijay Khan                 | Criminal Paquistaní                              | -                                                       |
| Joel Kinnaman           | Frank Wagner (flashback)   | Informante / Infiltrado                          | -                                                       |
| Henrik Norlén           | Lasse Karlsson (flashback) | Oficial de Policía (Narcóticos)                  | -                                                       |
| Sergej Merkusjev        | Andrei Dudajev (flashback) | Criminal                                         | asesinado                                               |
| Josefin Merkusjeva      | Larissa Dudajeva           | Viuda de Andrei Dudajev                          | asesinada por hombres de la mafia letona                |
| Mahmut Suvakci          | Ali Mahmoud Hansson        | Criminal Paquistaní                              | -                                                       |
| Dainis Gadelis          | Juris                      | Criminal de la Mafia Letona                      | -                                                       |
| Alvina Nilsson          | Luna Rydell                | Hija de Seth                                     | -                                                       |
| Isidor Alcaide Backlund | Ola Falk                   | Hijo de Johan y Helén                            | -                                                       |
| Hanna Alsterlund        | Nina Andersson Falk        | Hijastra de Johan                                | -                                                       |
| Jonas Bane              | Bill                       | Novio de Nina                                    | -                                                       |
| Bengt Järnblad          | -                          | Abogado de Johan                                 | -                                                       |

## Producción
La película fue dirigida por Richard Holm, escrita por Viking Johansson con el apoyo de los escritores Anders Nilsson y Joakim Hansson.
Producida por Joakim Hansson, con la participación de los ejecutivos Wolfgang Feindt, Claudia Schröder, Åsa Sjöberg, Henrik Stenlund y Mikael Wallen. En la producción creativa contaron con Anders Nilsson. La edición estuvo a cargo de Nilsson, Elin Hallberg y Mattias Morheden.
La música estuvo bajo el cargo de Bengt Nilsson, mientras que la cinematografía en manos de Andreas Wessberg.
Filmada en Estocolmo, Condado de Estocolmo y en Gotemburgo, Västra Götaland en Suecia, y en Riga en Letonia.
La película fue estrenada el 18 de junio de 2015 en internet y posteriormente el 29 de junio del mismo año en DVD y Blu-ray con una duración de 1 hora con 38 minutos en Suecia.	
La película contó con el apoyo de las compañías productoras "Strix Drama", "TV4 Sweden" (coproducción), "Zweites Deutsches Fernsehen (ZDF)" (coproducción) y "Aspekt Telefilm-Produktion GmbH" (coproducción). La película fue distribuida por "Nordisk Film" en 2015 (Suecia).

### Emisión en otros países
| País      | Título                           | Cadenas/Línea | Fecha de Estreno |
| --------- | -------------------------------- | ------------- | ---------------- |
| Finlandia | Johan Falk 13 - Ojasta allikkoon | -             | -                |